# Hillsong United
Hillsong United je australská křesťanská hudební skupina, která vznikla jako součást Hillsong church, kde hraje chvály. Hrají všude po světě, od Hillsong church po koncertní sály. Své melodické písně tvoří především pro křesťanskou mládež.

## Historie
Skupina byla původně tvořena blízkými přáteli v rámci tzv. Powerhouse mládeže, které vedl Donna Crouch po mnoho let. Jako skupina domu pro mládež Powerhouse, hrála kapela covery Hillsong church. Členové kapely někdy také přispěli k Youth Alive a na tvorbě jejich alba (Darlene Zschech byla zapojená do Youth Alive ještě před Hillsong Church). Dr. Mark Evans uvádí ve své práci: „Kapela vznikla z hudebního týmu Hillsong, která vzala hudbu hrající v kostelech a hráli ji hlasitěji a rockověji a apelovali přitom přímo na mladé“. Steve McPherson, Deb Ezzy a Donia Makedonez byli důležitými členy.
Powerhouse rostl a byl rozdělen na konci 90. letech do dvou skupin: Powerhouse (18–25 let) a Wildlife (12–17 let). Reuben Morgan, kterému je nápomocen Marcus Beaumont a Tanya Riches, dostal na starost Powerhouse. Soutěž Channel V Leg-Up vyhráli Able band, ve kterém byl Joel Houston a Marty Sampson, kteří byli pověřeni vedením Wildlife společně s Lukem Munnsem (bubny) a Michaelem Guyem Chislettem (kytara). V létě roku 1997, nový tým velmi ovlivnil svoji mládežnickou službou letní tábor. Po návratu z letního tábora se mnoho mladých lidí zapojených do služeb v Hillsong church spojilo v jeden celek a začali pořádat setkání s názvem „UNITED“ Nights.
Píseň „Did You Feel the Mountains Tremble“ od Martina Smitha (Delirious?) byla ústřední melodií tábora a impulsem pro mládež hrát tu samou hudbu i při bohoslužbách. Reuben Morgan napsal „My Redeemer Lives“ pro album Hillsong By Your Side, aby ukázal mládeži způsob, jak uctívat při bohoslužbách. Album také obsahovalo písně napsané Marty Sampson („By Your Side“) a Lukem Munnsem („Stay“).
Darlene Zschech navrhla Reubenu Morganovi, že udělají album v roce 1998, kde byla spousta písní napsaná mládežnickou službou. Výsledné EP bylo nazváno One a přidáno k výročnímu albu Hillsong. Oba dosáhli zlaté desky v prodeji v Austrálii. Everyday bylo vydáno v roce 1999. Skupina pokračovala ve vydávání alb každý rok jako Hillsong United až do roku 2002, kdy Reuben Morgan vystoupil z vedení skupiny a vedením byli pověřeni Joel Houston, nejstarší syn pastora Hillsong Briana Houstona, a Marty Sampson.
Současnými členy jsou Jonathon Douglass (J.D.), Jadwin „Jad“ Gillies, Joel Houston, Annie Garratt, Matt Crocker, Dave Ware, Sam Knock, Dylan Thomas, Joel Davies, Braden Lang, Peter James, Matthew Tennikoff (basová kytara), Simon Kobler and Brandon Gillies (bubny). Bývalý bubeník Luke Munns odešel k přední rock / indie kapele LUKAS. Od alba United We Stand je členem skupiny populární novozélandská umělkyně Brooke Ligertwood (Brooke Fraser).

## Diskografie
Live alba:
- 1999: Everyday
- 2000: Best Friend
- 2001: King of Majesty
- 2002: To the Ends of the Earth
- 2004: More Than Life
- 2005: Look to You
- 2006: United We Stand
- 2008: The I Heart Revolution: With Hearts As One
- 2009: Across the Earth: Tear Down the Walls
- 2012: Live in Miami

Studiová alba:
- 2007: All of the Above
- 2011: Aftermath
- 2013: Zion
- 2015: Empires

### Trojdílný projekt The I Heart Revolution
- 2008: The I Heart Revolution. Part I: With Hearts as One (CD)

- 2008: The I Heart Revolution: With Hearts As One (Hudební DVD)

- 2010: The I Heart Revolution: We're All in This Together (Dokumentární DVD/Blu-ray)